# Bismarckfelsen (Geislingen an der Steige)

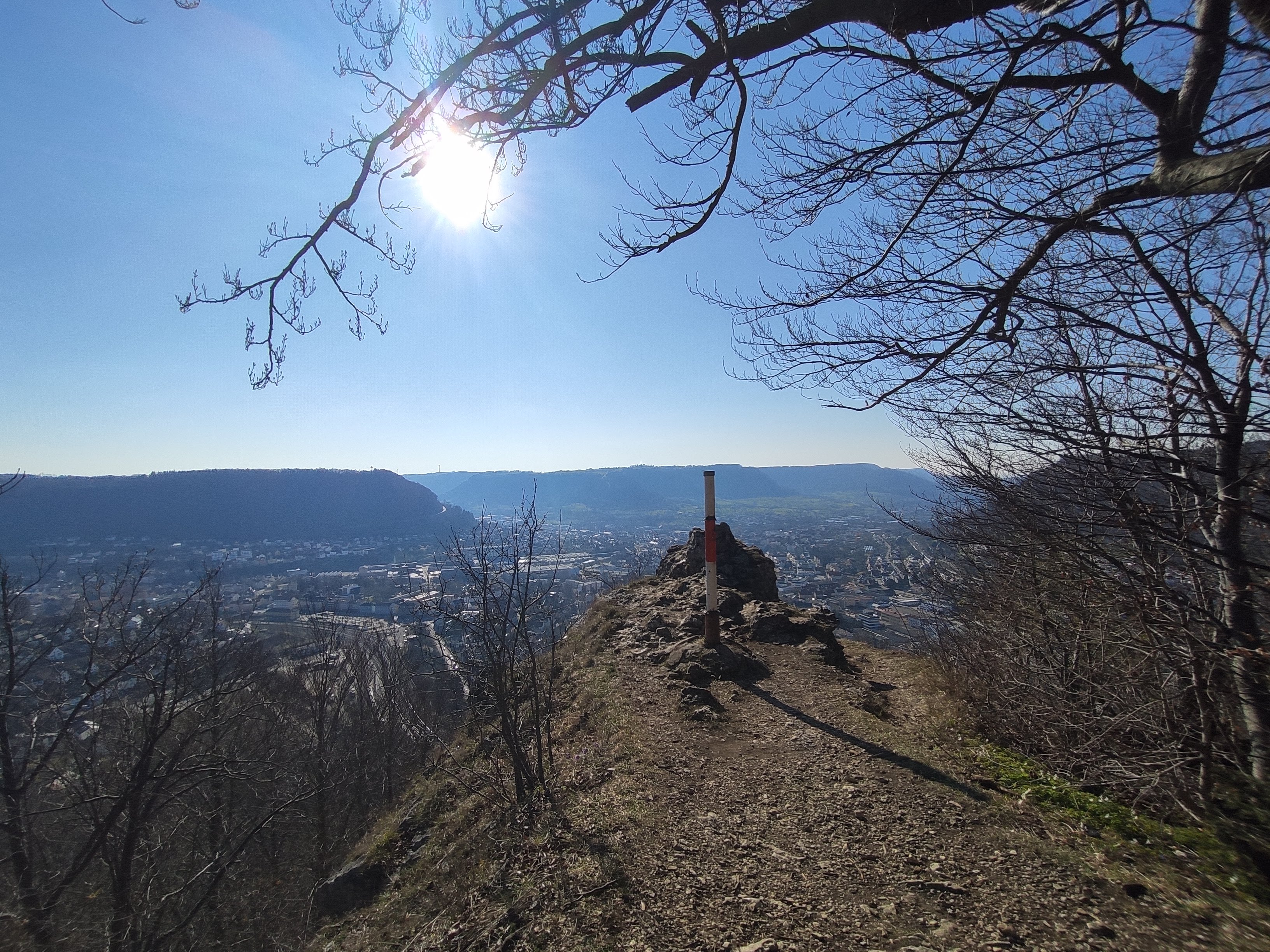
Der begehbare Teil des Bismarckfelsens mit der Aussicht über Geislingen an der Steige im Hintergrund, April 2020

Der Bismarckfelsen ist ein am Albtrauf östlich von Geislingen an der Steige in Baden-Württemberg gelegener Felsen auf einer Höhe von etwa 640 m ü. NHN. Er ist ein beliebter Aussichtspunkt mit Blick über Geislingen an der Steige und das Filstal.

## Geographische Lage
Der Standort des Felsens liegt auf der Gemarkung der Stadt Geislingen an der Steige und befindet sich östlich des Stadtzentrums auf einer Höhe von etwa 640 m ü. NHN, und damit rund 200 Meter höher als die Stadt Geislingen, an der dort steil abfallenden Kante der Schwäbischen Alb, dem sogenannten Albtrauf. In unmittelbarer Nähe des Bismarckfelsens auf der Hochfläche der Schwäbischen Alb befindet sich außerdem Weiler ob Helfenstein, ein Ortsteil der Stadt Geislingen an der Steige.

## Entstehung
Die Entstehung des Bismarckfelsens geht bis in eine Zeit vor 150 bis 200 Millionen Jahren zurück. Einst bedeckte ein Ozean große Teile der Schwäbischen Alb, die im Bereich des Albtraufs vor allem aus weißem Jura besteht. Dieser weiße Jura besteht aus Ablagerungen des Ozeans. In diesem Ozean existierten zudem Riffe, durch welche sich Riffkalk bildete. Dieser ist härter als das umliegende Gestein und hielt der Witterung und Erosion der vergangenen Millionen Jahre deshalb besser stand, weshalb er auch heute noch gut in Form herausstehender Felsen erkennbar ist. Einer dieser Felsen ist der Bismarckfelsen, bei dem auch das helle Gestein des Riffkalks gut zu sehen ist.

## Tourismus und Aussicht

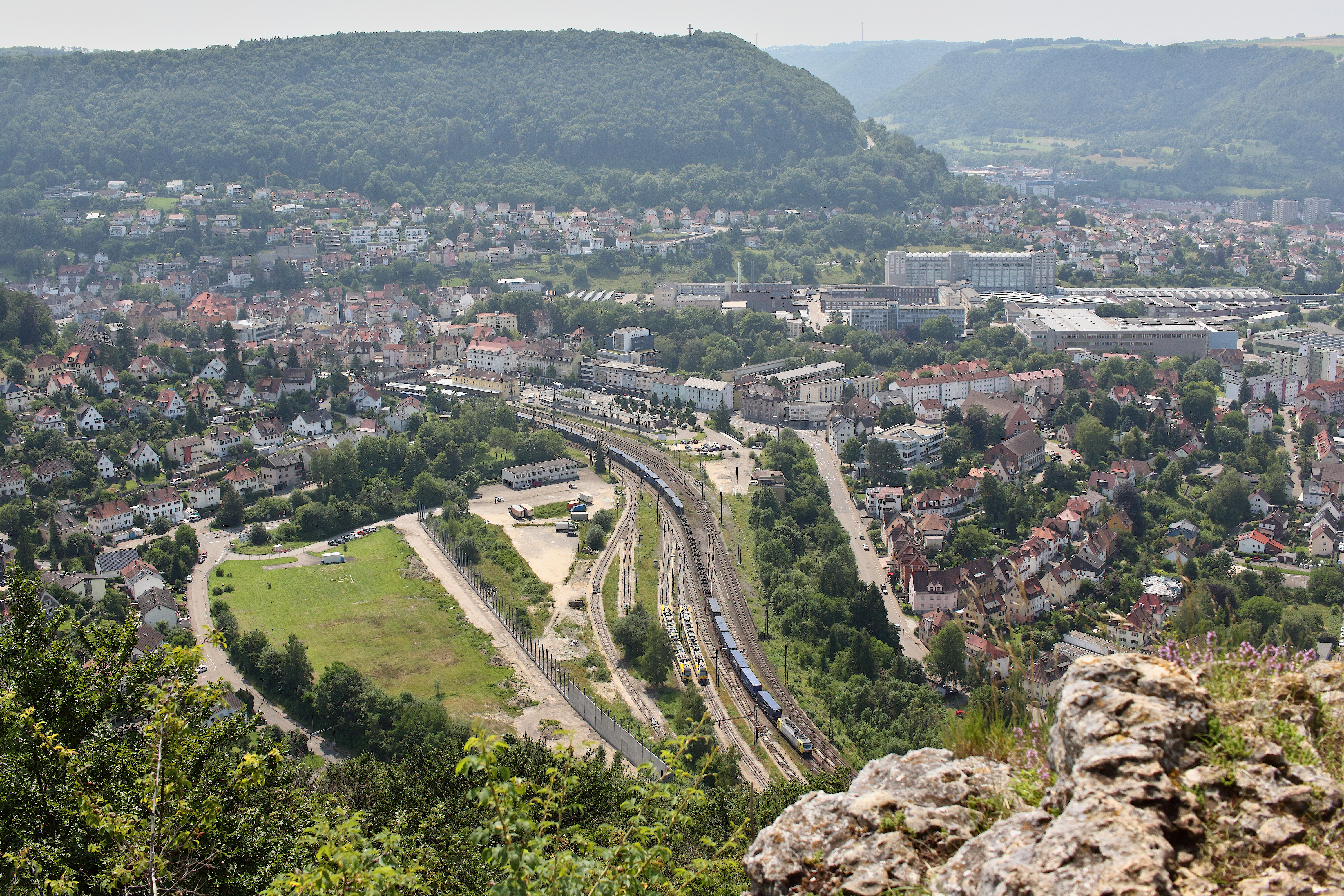
Blick vom Bismarckfelsen auf den Bahnhof Geislingen (Steige).

Heute ist der Bismarckfelsen als Aussichtspunkt über Geislingen an der Steige und dem Filstal zu jeder Jahreszeit ein beliebtes Ziel für Wanderer und Touristen. Er kann zu Fuß von einem nahegelegenen Wanderparkplatz oder von Weiler ob Helfenstein aus erreicht werden. Weiler ob Helfenstein ist an den öffentlichen Nahverkehr angebunden. Von Geislingen an der Steige führt ebenfalls ein Wanderweg hinauf zum Bismarckfelsen.